# Fero
Fero ist ein männlicher Vorname.

## Herkunft
Im slawischen ist er die Kurzform von Frantisek, im niederländischen von Frido und Fridoljn und im niederdeutschen von Fridolin, Friedrich und Ferdinand und bedeuten Frieden bzw. der Friedliche. Im türkischen und iranischen Sprachraum ist Fero die Koseform von Feridun und bedeutet Einzigartig.

## Namensträger
- Fero Andersen (* 1982), deutscher Fernsehmoderator

## Künstlername
- Ben Fero (* 1991), türkischer Rapper und Songwriter